# Баллина (Мейо)

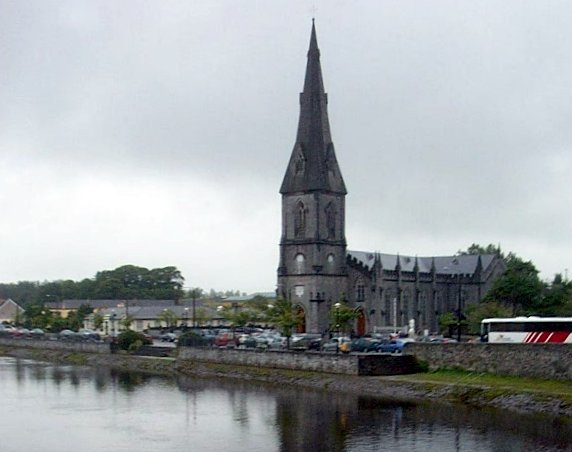
На берегу реки Мой

Баллина (англ. Ballina; ирл. Béal an Átha (Бел-ан-Аха), «устье брода») — (малый) город в Ирландии, находится в графстве Мейо (провинция Коннахт). В отличие от соседних городов, таких, как Каслбар и Слайго, Баллина, считается, в последние годы страдает от отсутствия государственных инвестиций, так как недостаточно представлена в Дойле.
Часть территории современного города раньше принадлежала графству Слайго.

## Герб
Герб Баллины (принятый в 1970 году) включает в себя изображение «креста святого Патрика», высеченного на скале кладбища якобы в день визита в эти края самого святого в 441 году.

## Достопримечательности
Недалеко от города находится мегалитическое захоронение.

## Города-побратимы
У Баллины есть четыре города-побратима:  Скрентон,  Баллина,  Питтсфилд и  Ати-Мон.

## Транспорт
Местная железнодорожная станция была открыта 19 мая 1873 года.

## Демография
Население — 10 409 человек (по переписи 2006 года). В 2002 году население было 9 647 человек. При этом, население внутри городской черты (legal area) было 10 056, население пригородов (environs) — 353.
Данные переписи 2006 года:
| Общие демографические показатели |               |                               |                               |      |      |
| Всё население                    | Всё население | Изменения населения 2002—2006 | Изменения населения 2002—2006 | 2006 | 2006 |
| 2002                             | 2006          | чел.                          | %                             | муж. | жен. |
| 9 647                            | 10 409        | 762                           | 7,9                           | 5139 | 5270 |

В нижеприводимых таблицах сумма всех ответов (столбец «сумма»), как правило, меньше общего населения населённого пункта (столбец «2006»).
| Религия (Тема 2 — 5 : Число людей по религиям, 2006) |             |                |             |            |        |        |
| Католики, чел.                                       | Католики, % | Другая религия | Без религии | не указано | сумма  | 2006   |
| 9 670                                                | 92,9        | 393            | 238         | 108        | 10 409 | 10 409 |

| Этно-расовый состав (Этничность. Тема 2 — 3 : Постоянное население по этническому или культурному происхождению, 2006) |            |              |       |        |        |            |        |        |
| Белые ирландцы | Лухт-шулта | Другие белые | Негры | Азиаты | Другие | Не указано | сумма  | 2006   |
| 9 012 | 279        | 596          | 29    | 72     | 81     | 122        | 10 191 | 10 409 |
| Доля от всех отвечавших на вопрос, %                                                                                   |            |              |       |        |        |            |        |        |
| 88,4 | 2,7        | 5,8          | 0,3   | 0,7    | 0,8    | 1,2        | 100    | 97,91  |

1 — доля отвечавших на вопрос о языке от всего населения.
| Владение ирландским языком (Тема 3 — 1 : Число людей от 3 лет и старше по способности говорить по-ирландски, 2006) |       |            |       |        |
| Владеете ли Вы ирландским языком?                                                                                  |       |            |       |        |
| Да | Нет   | Не указано | сумма | 2006   |
| 3 969 | 5 713 | 230        | 9 912 | 10 409 |
| Доля от всех отвечавших на вопрос о языке, %                                                                       |       |            |       |        |
| 40,0 | 57,6  | 2,3        | 100   | 95,21  |

1 — доля отвечавших на вопрос о языке от всего населения.
| Использование ирландского языка (Тема 3 — 2 : Irish speakers aged 3 or over by frequency of speaking Irish, 2006) |                                                            |                                               |                                               |                                               |                                               |                                               |       |                                     |        |
| Как часто и где Вы говорите по-ирландски?                                                                         |                                                            |                                               |                                               |                                               |                                               |                                               |       |                                     |        |
| ежедневно, только в образовательных учреждениях                                                                   | ежедневно, как в образовательных учреждениях, так и вне их | в других местах (вне образовательной системы) | в других местах (вне образовательной системы) | в других местах (вне образовательной системы) | в других местах (вне образовательной системы) | в других местах (вне образовательной системы) | сумма | всего, отвечавших на вопрос о языке | 2006   |
| ежедневно, только в образовательных учреждениях                                                                   | ежедневно, как в образовательных учреждениях, так и вне их | ежедневно                                     | каждую неделю                                 | реже                                          | никогда                                       | не указано                                    | сумма | всего, отвечавших на вопрос о языке | 2006   |
| 1 054 | 33                                                         | 59                                            | 235                                           | 1 520                                         | 1 019                                         | 49                                            | 3 969 | 9 912                               | 10 409 |
| Доля от всех отвечавших на вопрос о языке, %                                                                      |                                                            |                                               |                                               |                                               |                                               |                                               |       |                                     |        |
| 10,6 | 0,3                                                        | 0,6                                           | 2,4                                           | 15,3                                          | 10,3                                          | 0,5                                           | 40,0  | 100                                 |        |

| Типы частных жилищ (Тема 6 — 1(a) : Число частных домовладений по типу размещения, 2006) |          |         |                 |            |       |        |
| Отдельный дом                                                                            | Квартира | Комната | Переносные дома | не указано | сумма | 2006   |
| 3 535                                                                                    | 246      | 12      | 4               | 70         | 3 867 | 10 409 |